# 仲野信市
仲野 信市（なかの しんいち、1963年3月14日 - ）は、日本の男性プロレスラー。佐川急便セールスドライバー。
神奈川県横浜市保土ケ谷区出身。身長185cm、体重110kg。血液型O型。

## 来歴・人物
- 野球部員だった日大藤沢高校在学中に新日本プロレスの道場を見学し、山本小鉄に誘われて入門。デビュー戦は1980年3月1日大田区体育館でのvs斎藤弘幸戦。ハツラツとしたファイトで当時の若手選手の目標であった蔵前国技館での第一試合で高田伸彦との試合が頻繁に組まれた。
- 肩の脱臼癖があり一時離脱するが再度デビューを果たした。本人は「ブランクにより高田らと差が付いてしまったかもしれないが、脱臼癖が治ったため良かった」と語っている。この離脱時に佐川急便との縁が出来ることになった。
- 当時の若手はジョージ高野・前田日明・平田淳二・ヒロ斎藤・保永昇男・高田延彦・高野俊二・新倉史祐・山崎一夫など、逸材揃いでもあった。
- 1984年、長州力と共にジャパンプロレスの一員として全日本プロレスに上がる。その後長州が新日本に戻っても全日本に上がり続けた。
- 長州が去った後、一気にジャパンプロレスの主力的存在となってしまい、谷津嘉章と並んで徐々に実力を付ける。
- 1987年1月17日の徳山市体育館でのジャンボ鶴田&天龍源一郎vs谷津&仲野のタッグマッチにて、鶴田の顔面にモロにドロップキックを決めて怒らせてしまい、鶴田は反撃。尋常ではない勢いでエルボー・バット・ジャンピング・ニーバット・コブラツイストなどを決められ、最後は急角度バックドロップで完全KO。仲野は前歯も数本失っている[1]。
- シングルマッチでは渕正信と好勝負を繰り広げた。その渕を1989年4月16日にジャーマン・スープレックス・ホールドで破り、第7代世界ジュニアヘビー級王座に就く。
- ジャイアント馬場に「ちっとも決起していない」と解散させられた決起軍の一員としても活躍。2代目タイガーマスク（三沢光晴）とも頻繁にタッグを組んだ。
- 1990年頃になってファイトに精彩を欠いてしまい1990年7月2日、谷津と共にSWSに移籍。将軍KYワカマツが道場主を務める（後に谷津が2代目道場主となる）『道場「檄」』の一員として活動するが、2年後の1992年に所属選手同士の確執・不信感から谷津嘉章が退団を表明し、それに同調する形で同年5月22日の後楽園ホール大会にて興行開始前に、内部混乱を招いた責任を取る形で谷津と共に辞表を手に「引退」を表明。同大会にて『SWS引退試合』が組まれた。しかし、プロレスマスコミやファンは天龍源一郎をはじめ、天龍が道場主のレボリューション所属選手を擁護する声が多く、会見の席で天龍源一郎やSWSを批判した谷津嘉章をはじめとする反天龍派は厳しく批判され、谷津・仲野の『SWS引退試合』では観客の執拗な野次やブーイングが起き、物がリングに投げ込まれる中で行われるという非常に危険で異常な事態となり、仲野は涙を流しながら試合をするという屈辱を味わった。
- その後PWCに発起人として谷津嘉章と共に名を連ねるも谷津共々参戦はせず、 1993年に谷津が旗揚げしたSPWFにて復帰するが、谷津と別れ1995年にレッスル夢ファクトリーへ移籍。所属選手たちへのコーチを行いつつ、WARへも出場し、天龍源一郎と因縁の対決も果たした。
- 1998年にフリーランスとなった。2001年無我で引退。「日本一のセールスドライバーを目指します」の言葉を最後に、佐川急便でサラリーマン生活に入る。
- 2014年11月24日、信州プロレスの「無茶フェス2014 in 伊那」において、1日限りの復帰が決定する。対戦カードは藤波辰爾・初代タイガーマスク・LEONA対グレート☆無茶・仲野信市・シマ重野となる。
- 2016年1月9日には全日本プロレスの長野県伊那大会で中島洋平と組み、渕正信＆佐藤恵一と対戦し勝利[2]。2021年6月26日大田区総合体育館において渕正信・越中詩郎・高杉正彦・土方隆司組vs仲野信市・西村修・SUSHI・力組が行われた[3]。

## 得意技
ジャーマン・スープレックス
渕正信との世界ジュニアヘビー級選手権では、仲野が渕に延髄ラリアットを放ち、勢いで首をトップロープに打ちつけた渕をこの技でピンフォールを奪い王座に就いた。
ドラゴン・スープレックス
ノーザンライト・スープレックス
フィッシャーマンズ・スープレックス
ドロップキック
腕ひしぎ逆十字固め
柔道経験を活かした技で、引退試合の倉島信行戦でのフィニッシュ・ホールドとなった。

## タイトル歴
WWC
- WWCジュニアヘビー級王座

全日本プロレス
- 世界ジュニアヘビー級王座（第7代）
  - 渕正信より奪取、百田光雄に敗れ防衛0回。
- アジアタッグ王座
  - パートナーは高野俊二（第46代）、田上明（第52代）。2回とも防衛0回に終わる。

## 入場テーマ曲
- 「自然の香り」『シルクロード組曲』 演奏：喜多郎
  - SPWF時代から引退まで使用。
- 「LET'S FIGHT!」『エリア88燃える蜃気楼音楽編』 演奏：新田一郎
  - 全日本プロレス時代に使用。